# 2012-es Új-Zéland-rali
A 2012-es Új-Zéland-rali (hivatalosan: Brother Rally New Zealand) volt a 2012-es rali-világbajnokság hetedik futama. Június 22. és 24. között került megrendezésre, 22 gyorsasági szakaszból állt a verseny, melyek össztávja 413,94 kilométert tett ki. A versenyen 41 páros indult, melyből 35 ért célba.

## Szakaszok
| Nap            | Szakasz | Rajtidő (UTC+12) | Szakasz neve                           | Hossz    | Győztes            | Idő     | Átlagsebesség | Versenyben vezető  |
| -------------- | ------- | ---------------- | -------------------------------------- | -------- | ------------------ | ------- | ------------- | ------------------ |
| 1. (Június 22) | 1.      | 8:28             | Te Hutewai 1                           | 11.18 km | Jari-Matti Latvala | 7:38.4  | 87.80 km/h    | Jari-Matti Latvala |
| 1. (Június 22) | 2.      | 8:51             | Brother Whaanga Coast 1                | 29.67 km | Mikko Hirvonen     | 20:51.8 | 85.32 km/h    | Mikko Hirvonen     |
| 1. (Június 22) | 3.      | 10:24            | Te Akau South 1                        | 31.82 km | Sébastien Loeb     | 18:21.9 | 103.96 km/h   | Mikko Hirvonen     |
| 1. (Június 22) | 4.      | 11:07            | Te Akau North 1                        | 32.13 km | Sébastien Loeb     | 17:04.3 | 112.92 km/h   | Mikko Hirvonen     |
| 1. (Június 22) | 5.      | 13:33            | Te Hutewai 2                           | 11.18 km | Sébastien Loeb     | 7:33.5  | 88.75 km/h    | Mikko Hirvonen     |
| 1. (Június 22) | 6.      | 13:56            | Brother Whaanga Coast 2                | 29.67 km | Mikko Hirvonen     | 20:41.3 | 86.04 km/h    | Mikko Hirvonen     |
| 1. (Június 22) | 7.      | 15:29            | Te Akau South 2                        | 31.82 km | Sébastien Loeb     | 18:09.9 | 105.10 km/h   | Mikko Hirvonen     |
| 1. (Június 22) | 8.      | 16:12            | Te Akau North 2                        | 32.13 km | Sébastien Loeb     | 16:54.1 | 114.05 km/h   | Sébastien Loeb     |
| 2. (Június 23) | 9.      | 9:13             | Batley                                 | 17.61 km | Petter Solberg     | 9:45.3  | 108.31 km/h   | Sébastien Loeb     |
| 2. (Június 23) | 10.     | 10:01            | Brother Mititai 1                      | 23.22 km | Jari-Matti Latvala | 12:14.4 | 113.82 km/h   | Sébastien Loeb     |
| 2. (Június 23) | 11.     | 10:34            | Girls High School 1                    | 26.99 km | Petter Solberg     | 15:34.6 | 103.96 km/h   | Sébastien Loeb     |
| 2. (Június 23) | 12.     | 14:02            | Waipu Gorge                            | 11.38 km | Sébastien Loeb     | 6:34.2  | 103.92 km/h   | Sébastien Loeb     |
| 2. (Június 23) | 13.     | 14:25            | Brooks                                 | 13.6 km  | Sébastien Loeb     | 8:00.7  | 101.85 km/h   | Sébastien Loeb     |
| 2. (Június 23) | 14.     | 15:08            | Brother Mititai 1                      | 23.22 km | Jari-Matti Latvala | 12:13.6 | 113.94 km/h   | Sébastien Loeb     |
| 2. (Június 23) | 15.     | 15:41            | Girls High School 1                    | 26.99 km | Mikko Hirvonen     | 15:36.2 | 103.79 km/h   | Sébastien Loeb     |
| 3. (Június 24) | 16.     | 8:08             | Burnside / Wech Access 1               | 7.30 km  | Thierry Neuville   | 4:13.6  | 103.62 km/h   | Sébastien Loeb     |
| 3. (Június 24) | 17.     | 8:26             | Brother Puhoi 1                        | 17.94 km | Thierry Neuville   | 10:22.6 | 103.73 km/h   | Sébastien Loeb     |
| 3. (Június 24) | 18.     | 9:44             | SSS Auckland Domain 1                  | 2.05 km  | Dani Sordo         | 1:44.0  | 70.96 km/h    | Sébastien Loeb     |
| 3. (Június 24) | 19.     | 11:28            | SSS Auckland Domain 2                  | 2.05 km  | Dani Sordo         | 1:41.7  | 72.56 km/h    | Sébastien Loeb     |
| 3. (Június 24) | 20.     | 12:36            | Brother Puhoi 2                        | 17.94 km | Thierry Neuville   | 10:22.2 | 103.80 km/h   | Sébastien Loeb     |
| 3. (Június 24) | 21.     | 13:09            | Auckland Conventions Ahuroa            | 6.75 km  | Jari-Matti Latvala | 3:58.6  | 101.84 km/h   | Sébastien Loeb     |
| 3. (Június 24) | 22.     | 13:40            | Burnside / Wech Access 2 (Power Stage) | 7.30 km  | Jari-Matti Latvala | 4:14.3  | 103.34 km/h   | Sébastien Loeb     |

## Végeredmény
| Helyezés | Versenyző            | Navigátor          | Autó                       | Idő       | Különbség | Pont |
| -------- | -------------------- | ------------------ | -------------------------- | --------- | --------- | ---- |
| 1.       | Sébastien Loeb       | Daniel Elena       | Citroën DS3 WRC            | 4:04:51.2 | 0.0       | 26   |
| 2.       | Mikko Hirvonen       | Jarmo Lehtinen     | Citroën DS3 WRC            | 4:05:20.8 | 29.6      | 18   |
| 3.       | Petter Solberg       | Chris Patterson    | Ford Fiesta RS WRC         | 4:06:27.6 | 1:36.4    | 17   |
| 4.       | Jevgenyij Novikov    | Denis Giraudet     | Ford Fiesta RS WRC         | 4:07:04.8 | 2:13.6    | 12   |
| 5.       | Thierry Neuville     | Nicolas Gilsoul    | Citroën DS3 WRC            | 4:07:33.6 | 2:42.4    | 10   |
| 6.       | Dani Sordo           | Carlos del Barrio  | Mini John Cooper Works WRC | 4:07:54.3 | 3:03.1    | 8    |
| 7.       | Jari-Matti Latvala   | Miikka Anttila     | Ford Fiesta RS WRC         | 4:09:44.1 | 4:52.9    | 9    |
| 8.       | Armindo Araújo       | Miguel Ramalho     | Mini John Cooper Works WRC | 4:14:27.6 | 9:36.4    | 4    |
| 9.       | Ken Block            | Alex Gelsomino     | Ford Fiesta RS WRC         | 4:15:21.5 | 10:30.3   | 2    |
| 10.      | Manfred Stohl        | Tina-Maria Monego  | Ford Fiesta RS WRC         | 4:16:17.5 | 11:26.3   | 1    |
| SWRC     |                      |                    |                            |           |           |      |
| 1. (12.) | Hayden Paddon        | John Kennard       | Škoda Fabia S2000          | 4:20:17.4 | 0.0       | 25   |
| 2. (23.) | Per-Gunnar Andersson | Emil Axelsson      | Proton Satria Neo S2000    | 4:53:37.1 | 33:19.7   | 18   |
| 3. (26.) | Maciek Oleksowicz    | Andrzej Obrebowski | Ford Fiesta S2000          | 5:03:55.3 | 43:37.9   | 15   |
| 4. (28.) | Yazeed Al-Rajhi      | Michael Orr        | Ford Fiesta S2000          | 5:10:02.5 | 49:45.1   | 12   |
| PWRC     |                      |                    |                            |           |           |      |
| 1. (16.) | Marcos Ligato        | Rubén García       | Subaru Impreza WRX STI     | 4:35:20.9 | 0.0       | 25   |
| 2. (18.) | Subhan Aksa          | Jeff Judd          | Mitsubishi Lancer Evo X    | 4:41:11.7 | 5:50.8    | 18   |
| 3. (19.) | Ricardo Triviño      | Àlex Haro          | Mitsubishi Lancer Evo IX   | 4:42:27.9 | 7:07.0    | 15   |
| 4. (20.) | Valeriy Gorban       | Andriy Nikolaiev   | Mitsubishi Lancer Evo IX   | 4:43:30.3 | 8:09.4    | 12   |
| 5. (22.) | Gianluca Linari      | Nicola Arena       | Subaru Impreza WRX STI     | 4:53:33.1 | 18:12.2   | 10   |
| 6. (27.) | Louise Cook          | Stefan Davis       | Ford Fiesta ST             | 5:07:21.3 | 32:00.4   | 8    |

## Szuperspeciál (Power Stage)
| Helyezés | Versenyző          | Idő    | Különbség | Átlagsebesség | Pont |
| -------- | ------------------ | ------ | --------- | ------------- | ---- |
| 1.       | Jari-Matti Latvala | 4:14.3 | 0.0       | 103.34 km/h   | 3    |
| 2.       | Petter Solberg     | 4:15.8 | 1.5       | 102.74 km/h   | 2    |
| 3.       | Sébastien Loeb     | 4:16.0 | 1.7       | 102.66 km/h   | 1    |

## Külső hivatkozások
- A verseny hivatalos honlapja
- Eredmények az ewrc-results.com honlapon
- Beszámoló a versenyről